# Noncourt-sur-le-Rongeant
Noncourt-sur-le-Rongeant là một xã thuộc tỉnh Haute-Marne trong vùng Grand Est đông bắc nước Pháp.